# موسى نداو
موسى نداو (من مواليد 15 يوليو 1968) هو لاعب كرة قدم سنغالي محترف سابق لعب كمهاجم. بدأ مسيرته في الدوري المغربي مع الوداد البيضاوي من 1991 إلى 1992 وفي الدوري السعودي للمحترفين من 1992 إلى 1994 مع الهلال ومن 1999 إلى 2000 مع الاتفاق. وهو الآن مدرب لنادي جان دارك.